# Union sportive maghrébine
L'Union sportive maghrébine (arabe : الاتحاد الرياضي المغاربي), plus couramment abrégé en US Maghrébine, est un club tunisien de football fondé en 1938 et basé à Bab Saadoun, quartier de Tunis, la capitale du pays.
Le club est la section football du club omnisports du même nom.
L'USMa connaît ses heures de gloire dans les années 1960, durant lesquelles il encadre des sportifs dans différentes autres disciplines (athlétisme, cyclisme, lutte, etc.). Mais, avec le déclin ou la disparition des associations sportives de quartiers, il ne compte plus qu'une section de football qui évolue en cinquième division.

## Histoire
En 1938, un groupe de jeunes (Djilani Baccar, Abdesselem Azzouz, Tebourbi[Qui ?], Nigrou[Qui ?], etc.) décident de créer un club sportif dans les quartiers populaires de Tunis pour encadrer les jeunes musulmans que l'Espérance sportive de Tunis ne peut accueillir. Ils font appel à des dirigeants confirmés pour les aider, à l'instar de M'hamed Zaouchi, fondateur de l'Avenir de la Marsa, Hmida Hentati, futur trésorier de la Fédération tunisienne de football, et Mohamed Salah Boussen qui accepte de devenir le premier président du club qui s'affilie à la Ligue de Tunisie de football en 1939 sous l'appellation de l’Union sportive musulmane (USMu). Les frères Ali et Kacem Ben Saïd sont chargés de l'entraînement des équipes de football seniors et juniors, alors qu'Abdelmalek Ouertani est affecté à l'athlétisme.
Les débuts en compétition s'effectuent lors des critériums de guerre (1939-1946). Mohamed Ben Taïeb prend en 1942 la relève de Boussen au sein d'un comité composé de dirigeants qui assumeront de hautes responsabilités sportives et fédérales comme Djilani Baccar, Mohamed Ben Abdelkader, Mongi Obba, Larbi Zarrouk, Mustapha Thraya et Laroussi Ben Osman.
En 1946-1947, l'USMu se retrouve en quatrième division mais, deux ans après, accède en seconde division où il demeure jusqu'en 1957, année au cours de laquelle les dirigeants de l'Olympique tunisien leur proposent de fusionner en un seul club : l’Union sportive musulmane olympique (USMOl), tout en leur accordant les principaux postes (Ben Taïeb comme président et Baccar comme vice-président).
Mais le nouveau club ne résiste pas à la rétrogradation. À partir de 1965, Djilani Baccar succède à Mohamed Ben Taïeb, après 23 ans de présidence, et entame un travail en profondeur qui finit par donner des résultats en 1967 : l'équipe qui avait pris le nom d’Union sportive maghrébine en 1964, termine seconde derrière le Club olympique des transports et accède en division nationale (Ligue I). Le club est alors dirigé par[réf. souhaitée] :
- Djilani Baccar (président) ;
- Abdelwahab Chahed, Ali Nasr, Ahmed Barhoumi et Ridha Ben Youssef (vice-présidents) ;
- Hattab Ajili (secrétaire général) ;
- Mahmoud Bedoui et Mohamed Hédi Limam (secrétaires généraux adjoints) ;
- Mongi Obba (trésorier général) ;
- Abdelaziz Lach'heb, Khémais Manoubi et Mohamed Cherif (trésoriers adjoints) ;
- Abdallah Mannaï, Abdelhamid Bouzaiane et Ameur Yazid (membres).

L'équipe entraînée par l'Algérien Ahmed Benelfoul possède la meilleure attaque (quarante buts) et le meilleur buteur de la seconde division, le Congolais Joel Ngando (treize buts) ; elle réunit des anciens de l'USMOl (Slah et Brahim Louati, Abdelaziz Ben Ghanem, etc.) et de jeunes espoirs (Amor Rezgui, Férid et Moncef Laaroussi, Taoufik Laabidi). 
Elle passe deux ans en Ligue I (1967-1969) puis rétrograde et y revient pour deux autres saisons (1971-1973). Dès lors, la chute est vertigineuse : le club se retrouve en quatrième division en six ans et ne la quitte presque plus, sauf pour geler ses activités en 2003 puis en 2005 avant de renouer avec la compétition.

## Palmarès et bilan

### Palmarès
- Championnat de Tunisie de quatrième division (3) :
  - Champion : 1971 (poule nord), 1981 (poule Tunis-Banlieue), 1989 (poule Tunis-Banlieue)

### Bilan en Ligue I
| Saison    | Classement | Joués | Gagnés | Nuls | Perdus | B.P. | B.C. | Meilleurs buteurs                                                                                |
| --------- | ---------- | ----- | ------ | ---- | ------ | ---- | ---- | ------------------------------------------------------------------------------------------------ |
| 1967-1968 | 12         | 22    | 5      | 9    | 8      | 17   | 21   | Amor Rezgui (9), Hamou Ben Slama (5)                                                             |
| 1968-1969 | 14         | 26    | 4      | 10   | 12     | 19   | 41   | Moncef Laaroussi (4) Hamou Ben Slama (3)                                                         |
| 1971-1972 | 9          | 26    | 8      | 7    | 11     | 26   | 35   | Naceur Cherif (5), Hamou Ben Slama (4)                                                           |
| 1972-1973 | 14         | 26    | 3      | 7    | 16     | 17   | 51   | Moncef Laaroussi (4), Naceur Cherif (3)                                                          |
| Total     | 0          | 100   | 20     | 33   | 47     | 79   | 148  | Amor Rezgui et hamou Ben Slama (13), Moncef Laaroussi (12), Naceur Cherif et Férid Laaroussi (8) |

## Personnalités

### Présidents
- Mohamed Salah Boussen (1939-1942)
- Mohamed Ben Taïeb (1942-1965)
- Djilani Baccar (1965-1968)
- Tahar Amira (1968-1970)
- Naceur Ben Amor (1970-1973)
- Mohamed Zlitni (1976-1978)
- Ahmed Barhoumi (1978-1979)
- Habib Omrane
- Anouar Sediri
- Khémais Bouzaiane

### Entraîneurs
- Mohamed Boussetta (1956-1961, 1963-1964)
- Mohamed Allam (1961-1963)
- Ahmed Benelfoul (1964-1965, 1966-1967, 1968-1969)
- Mustapha Slim (1967-1968, 1971-1972)
- Rached Hammi (1965-1966, 1969-1970)
- Hassen Zaoun (1970-1971, 1982-1983, 1994-1995)
- Ahmed Benelfoul (1972-1973) remplacé par
Férid Laaroussi
- Hattab Seltan puis Noureddine Ben Frej puis
Férid Laaroussi (1973-1974)
- Mokhtar Jomaa (1974-1975)
- Ahmed Alaya (1975-1978)
- Mohamed Habib Kasri (1978-1979)
- Béchir Berrabah (1979-1982, 1988-1989)
- Taoufik Laabidi (1983-1985)
- Moncef Nabli (1985-1986)
- Naceur Mettali (1986-1987, 1991-1993)
- Mohamed Salah Benzarti (1987-1988)
- Abdelkrim Cheikhrouhou puis Néjib Ftouhi (1989-1990)
- Mongi Laabidi (2004-2005)

### Effectif
- 1. Lahsen Vahdi
- 2. Fadil Larbi
- 3. Nabil Mida
- 4. Yassin Mudzhina
- 5. Fued Zubiri
- 6. Nizar Kamal
- 7. Bilel Bakri
- 8. Amin Sudani
- 9. Ibrahim Drine
- 10. Raduan Anis
- 11. Yunes Radzhab
- 12. Valid Hebal
- 13. Rauf Saadi
- 14. Atmar Fasla
- 15. Ali Zaid
- 16. Sabri Elsaid
- 17. Madzhed Ayati
- 18. Omar Dzhidar
- 19. Mbarek Burhiz
- 20. Atef Slimani
- 21. Seddik Hatab
- 22. El Amhiz
- 23. Samir El Arabi
- 24. Otmen Ferjallah

### Joueurs internationaux
- Férid Laaroussi (sept sélections)
- Taoufik Laabidi (trois sélections)
- Moncef Laaroussi et Amor Rezgui (une sélection)